# Superprestige 1982-1983
Navigation
1983-1984
La 1re édition du Superprestige s'est déroulée entre les mois de décembre 1982 et janvier 1983. Elle comprenait quatre manches disputées par les élites. Le classement général a été remporté par Hennie Stamsnijder.

## Hommes élites

### Résultats
| # | Date         | Lieu                                 | Vainqueur          | Deuxième           | Troisième          | Leader du classement général |
| - | ------------ | ------------------------------------ | ------------------ | ------------------ | ------------------ | ---------------------------- |
| 1 | 1er décembre | Zillebeke (Cyclo-cross de Zillebeke) | Hennie Stamsnijder | Johan Ghyllebert   | Yvan Messelis      | Hennie Stamsnijder           |
| 2 | 10 décembre  | Diegem (Cyclo-cross de Diegem)       | Roland Liboton     | Hennie Stamsnijder | Klaus-Peter Thaler | Hennie Stamsnijder           |
| 3 | 10 janvier   | Gavere (Cyclo-cross d'Asper-Gavere)  | Hennie Stamsnijder | Albert Zweifel     | Johan Ghyllebert   | Hennie Stamsnijder           |
| 4 | 23 janvier   | Overijse (Druivencross)              | Roland Liboton     | Johan Ghyllebert   | Hennie Stamsnijder | Hennie Stamsnijder           |

### Classement général
| Pos | Coureur            | Points |
| --- | ------------------ | ------ |
| 1   | Hennie Stamsnijder | 94     |
| 2   | Johan Ghyllebert   | 88     |
| 3   | Paul De Brauwer    | 84     |
| 4   | Robert Vermeire    | 82     |
| 5   | Rein Groenendaal   | 76     |
| 6   | Roland Liboton     | 72     |
| 7   | Yvan Messelis      | 64     |
| 8   | Noël Danneels      | 60     |
| 10  | Ludo De Rey        | 55     |
| 9   | Erik Debruyne      | 57     |